# Selección cultural de grupo

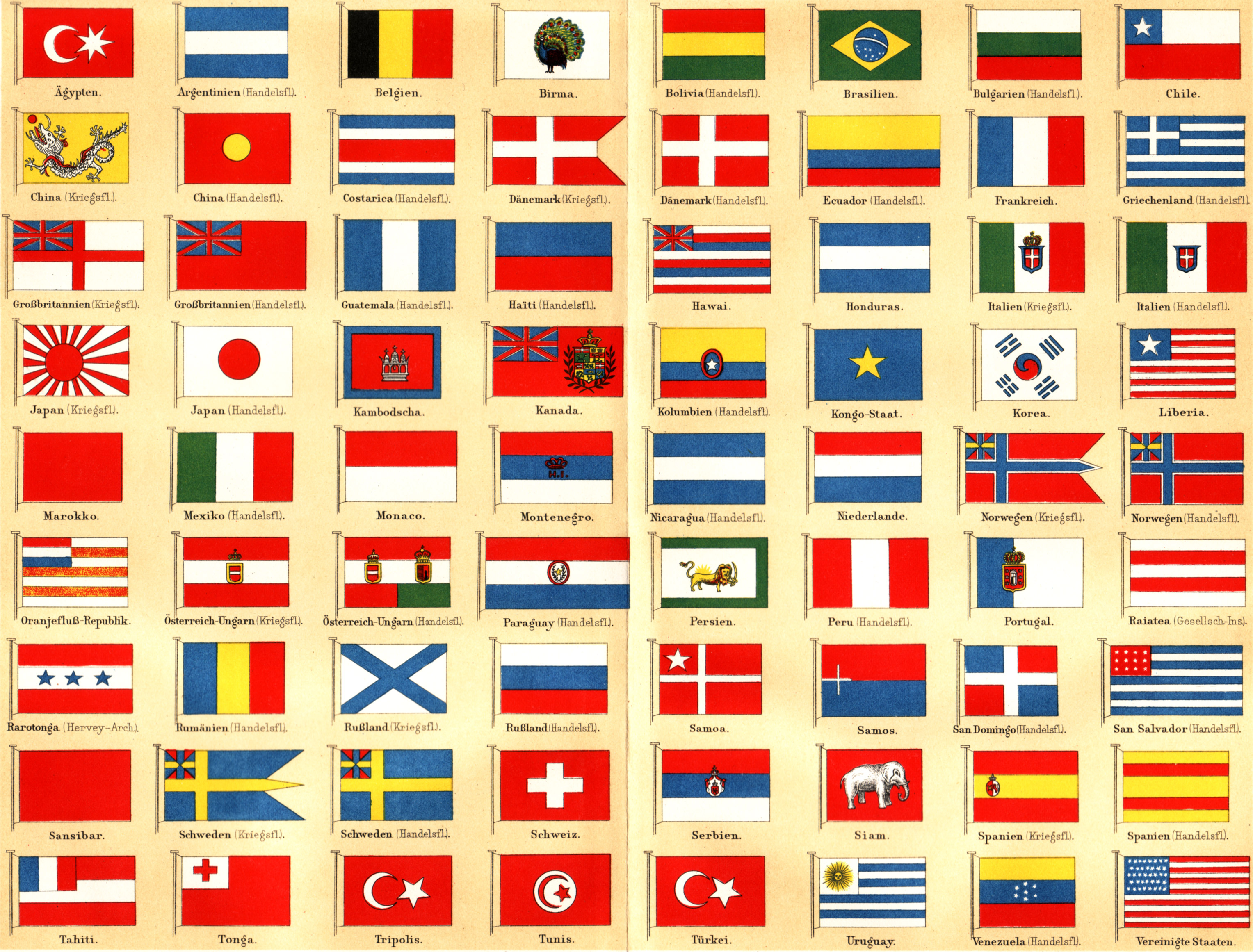

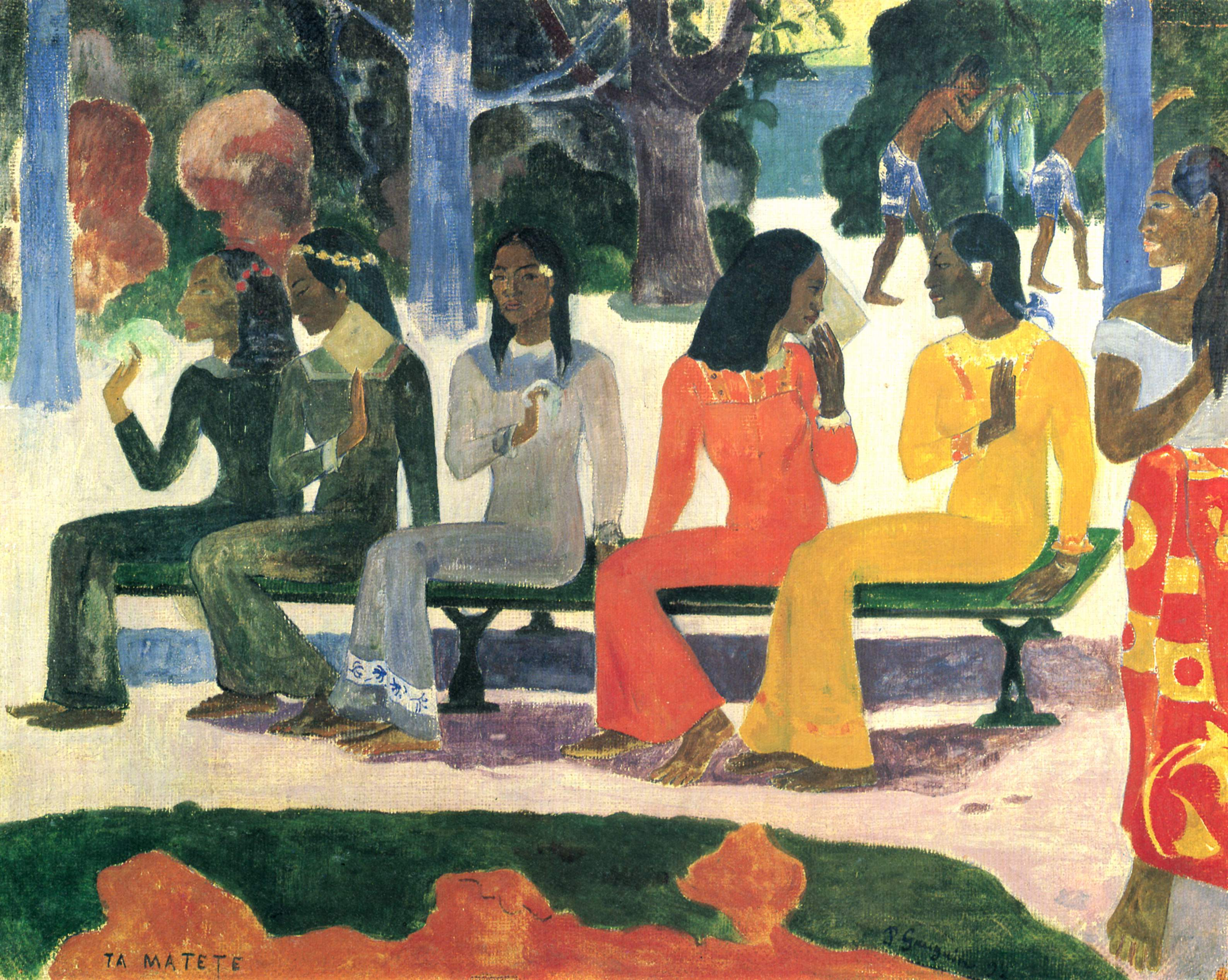
Paul Gauguin, Ta matete

La selección cultural de grupo es un modelo explicativo dentro de la evolución cultural de cómo los rasgos culturales evolucionan de acuerdo a la ventaja competitiva que otorgan a un grupo. Este enfoque multidisciplinario a la cuestión de la cultura humana involucra la investigación de los campos de la antropología, la economía del comportamiento, la biología evolutiva, la teoría de juegos evolutiva, la sociología y la psicología.

## Diferenciación cultural de grupos

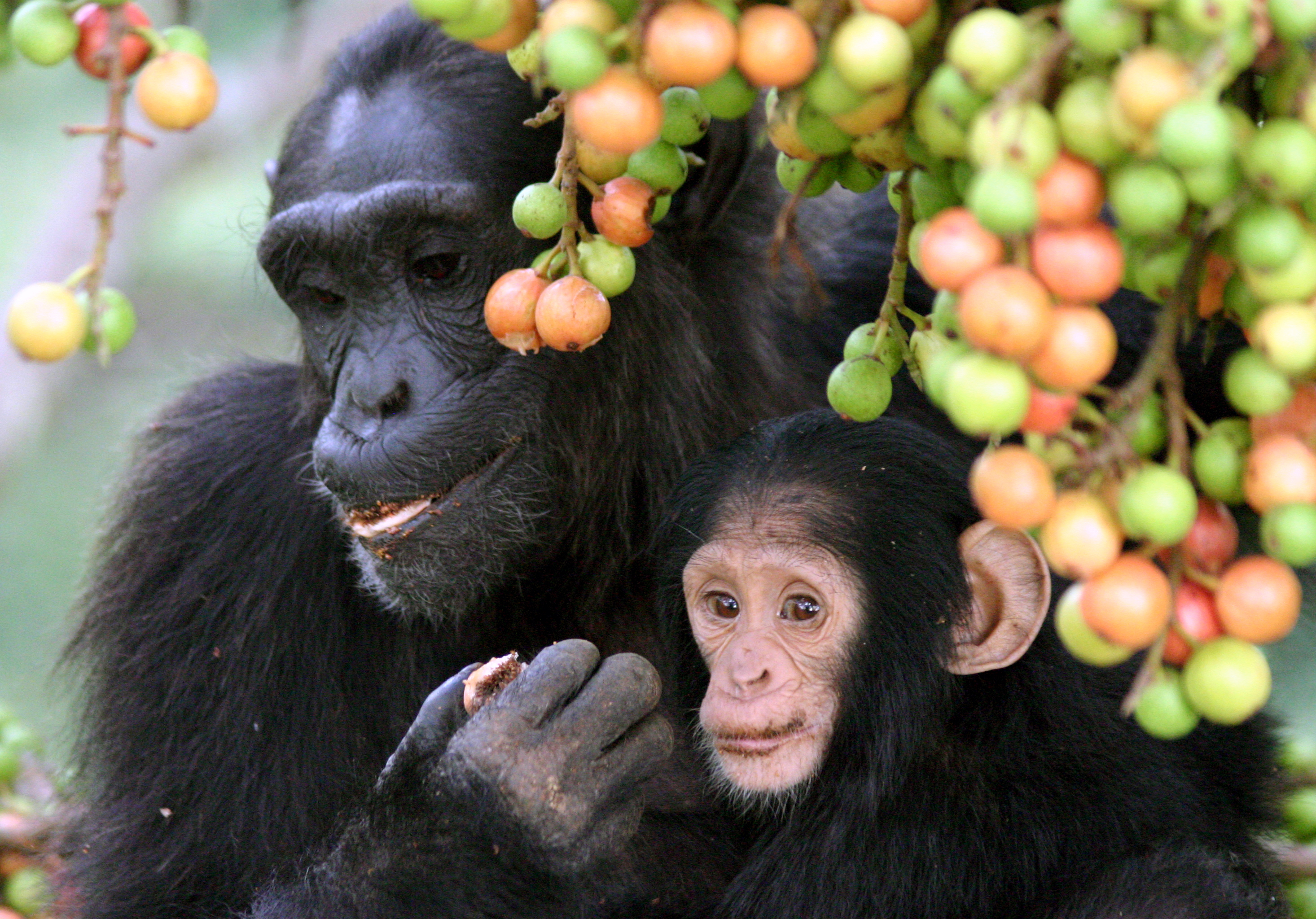
Chimpancés hembra y niño

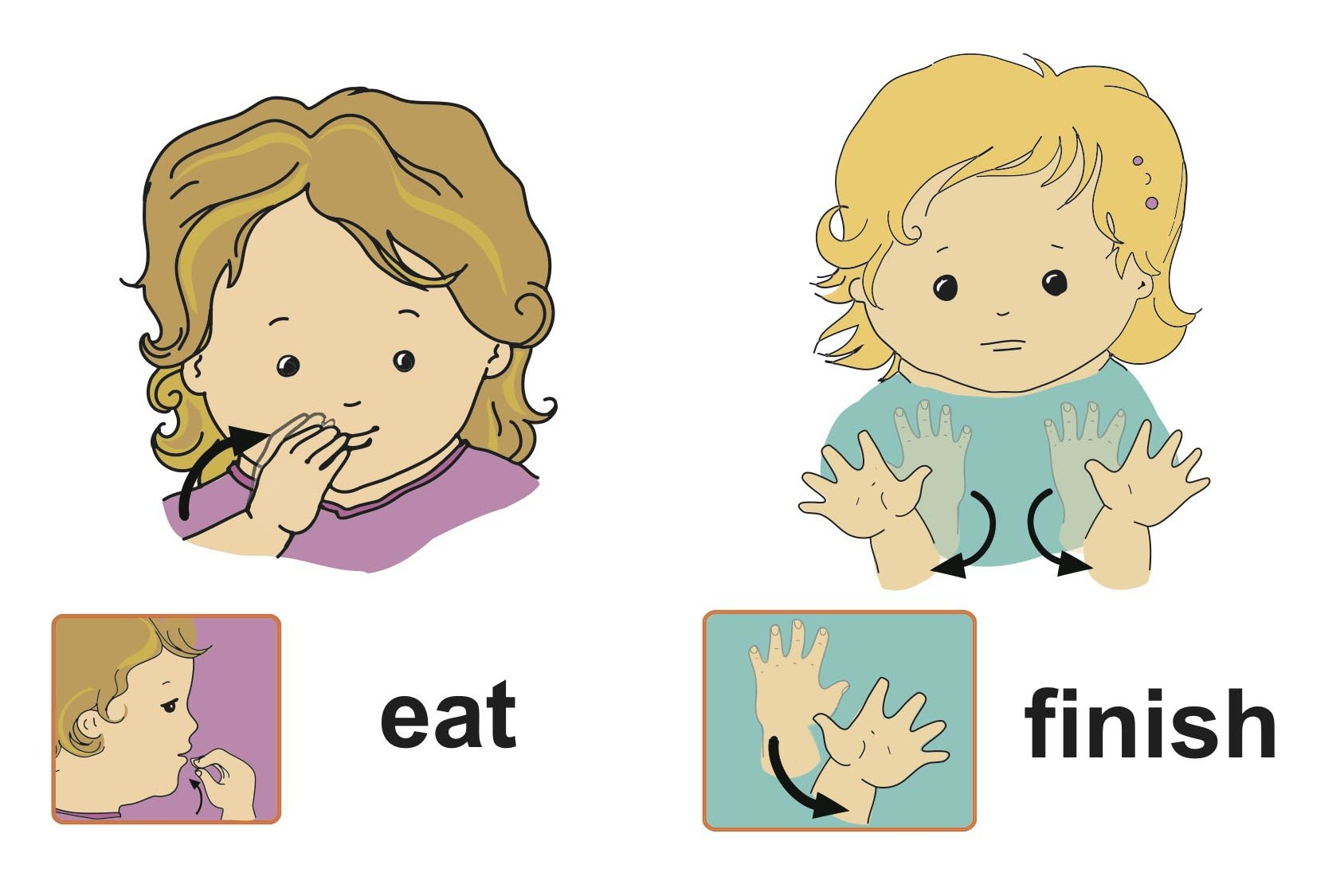
Comunicación previa a la verbal en niños

Si bien las normas culturales a menudo son beneficiosas para los individuos que las sostienen, no es necesario que lo sean. Las normas pueden propagarse mediante la selección cultural de grupo cuando se practican dentro de grupos exitosos, y es más probable que las normas se propaguen de grupos que tienen éxito. Pero, para que se produzca la selección cultural de grupo, deben existir, entre grupos, diferencias culturales que cuando se transmiten a través del tiempo afectan la persistencia o la proliferación de los grupos. Las normas culturales que proporcionan estas ventajas conducirán, a su vez, al desplazamiento, absorción o incluso a la extinción de otros grupos culturales menos exitosos. Sin embargo, los modelos de teoría de juegos sugieren que si los individuos pueden migrar entre grupos (lo que es común en las sociedades de pequeña escala), las diferencias entre grupos deberían ser difíciles de mantener. La investigación en psicología revela que los humanos tienen un conjunto particular de rasgos, que incluyen la imitación y la conformidad dentro del grupo, que son capaces de soportar el mantenimiento de estas diferencias grupales durante largos períodos de tiempo.
La selección cultural de grupo brinda una explicación convincente de cómo se han formado las sociedades complejas a gran escala. Si bien el comportamiento altruista, como la selección de parentesco y la reciprocidad, puede explicar el comportamiento de pequeños grupos sociales comunes en muchas especies, no puede explicar las grandes sociedades complejas de individuos anónimos no relacionados que vemos en la especie humana. Sin embargo, una de las principales distinciones entre los seres humanos y otras especies es nuestra confianza en el aprendizaje social para adquirir comportamientos. Estos instintos permiten la adquisición y persistencia de la cultura. A través de la selección cultural de grupo, el comportamiento cooperativo culturalmente específico puede evolucionar para apoyar a grandes sociedades. Por ejemplo, en un estudio que abarcó una variedad de culturas, probando el comportamiento en los juegos de castigos de Ultimatum, Dictator y Third-party, se encontró que los estándares de imparcialidad e inclinación a castigar estaban relacionados tanto con la participación en las religiones mundiales como con la integración en el mercado. Esto indica cuántas de las conductas necesarias para sociedades complejas son el resultado de la exposición cultural en lugar de cualquier evolución de nuestra psicología.

## Adaptaciones humanas para la cultura.

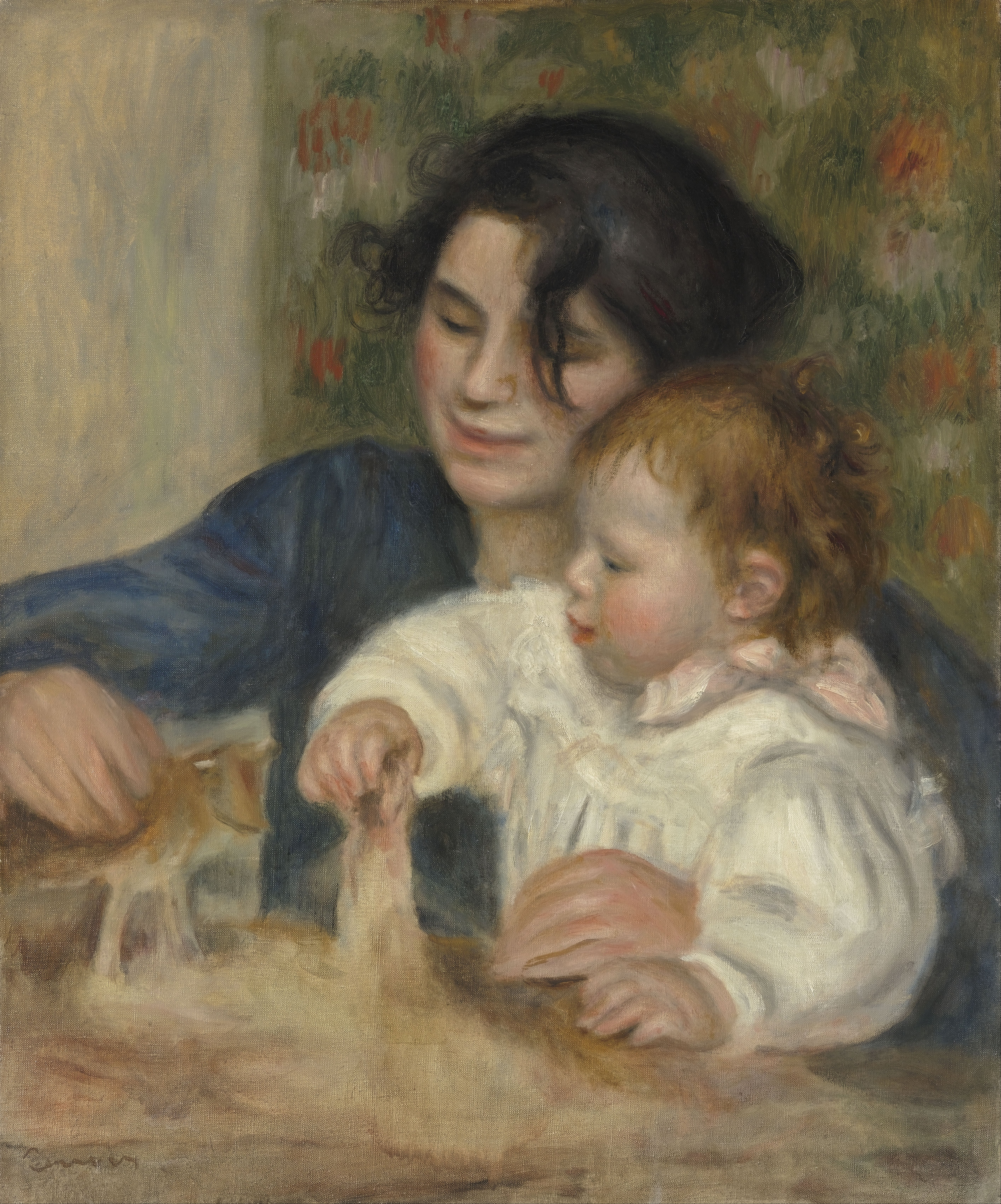
Auguste Renoir - Gabrielle y Jean - Google Art Project

Para que el conocimiento y el comportamiento cultural persistan a lo largo de múltiples generaciones, los humanos necesitan tener la capacidad de adquirir, retener y transmitir información cultural. Mientras que muchas especies se involucran en el aprendizaje social, los humanos confían constantemente en él para obtener pautas de comportamiento e información sobre el medio ambiente. En un estudio que comparó niños y chimpancés jóvenes, se demostró que, cuando se les da una demostración sobre cómo recuperar una recompensa de una caja, los chimpancés copian el comportamiento relevante, mientras ignoran el comportamiento irrelevante, para resolver la tarea. Mientras tanto, los niños imitarán fielmente el comportamiento relevante e irrelevante para resolver la misma tarea. Si bien esto puede parecer una cualidad negativa, es lo que permite una transmisión confiable y de alta fidelidad de la información cultural, y produce equilibrios de comportamiento estables dentro de los grupos culturales.
Michael Tomasello sugiere que las siguientes tres adaptaciones son necesarias para cultura humana:

### Atención conjunta
Alrededor de los 9-12 meses, los bebés comienzan a manifestar la atención conjunta. Esto implica seguir la mirada de un adulto o usarlo como puntos de referencia social. En pocas palabras, toman conciencia de la atención y el comportamiento del adulto hacia los objetos del entorno. En este sentido, el niño está empezando a entender a las personas como agentes intencionales orientados a objetivos. Esto es de vital importancia para el aprendizaje a través de la imitación y, eventualmente, la adquisición del lenguaje.

### Aprendizaje imitativo
Alrededor de un año de edad, los niños comienzan a aprender por imitación. En este punto, los niños son capaces de discriminar las acciones intencionales de las no intencionales, e intentarán copiar con precisión esas acciones intencionales para cumplir las tareas que han visto hacer a los adultos. Debido al aprendizaje imitativo, los niños copiarán aquellos actos intencionales que no tienen un efecto perceptible en el resultado, así como acciones extrañas o no naturales cuando haya métodos más fáciles disponibles. Por ejemplo, un estudio de Andrew Meltzoff encontró que los niños de 14 meses, después de ver a un adulto hacerlo, se doblarán en la cintura y presionarán un panel con la cabeza para encender una luz, en lugar de usar sus manos. Según Tomasello, el aprendizaje imitativo es necesario para aprender las convenciones simbólicas del lenguaje.

### Símbolos lingüísticos y representación cognitiva.
A través del aprendizaje imitativo, el niño comprende que los símbolos lingüísticos están destinados a centrar la atención en algún aspecto específico de la experiencia compartida. Al hacer esto, el niño debe poder tomar la perspectiva del orador. Debido a la intersubjetividad de los símbolos lingüísticos, el lenguaje permite comunicar varias perspectivas y desviar la atención a un aspecto del mundo sobre otro. Al aprender un idioma, un niño está heredando un vasto conjunto de símbolos lingüísticos que se han transmitido de generación en generación. Lo que se hereda entonces es los métodos de cambio de atención y perspectiva que históricamente fueron importantes para la gente de esa cultura.

## Mecanismos que mantienen la variación intergrupal.

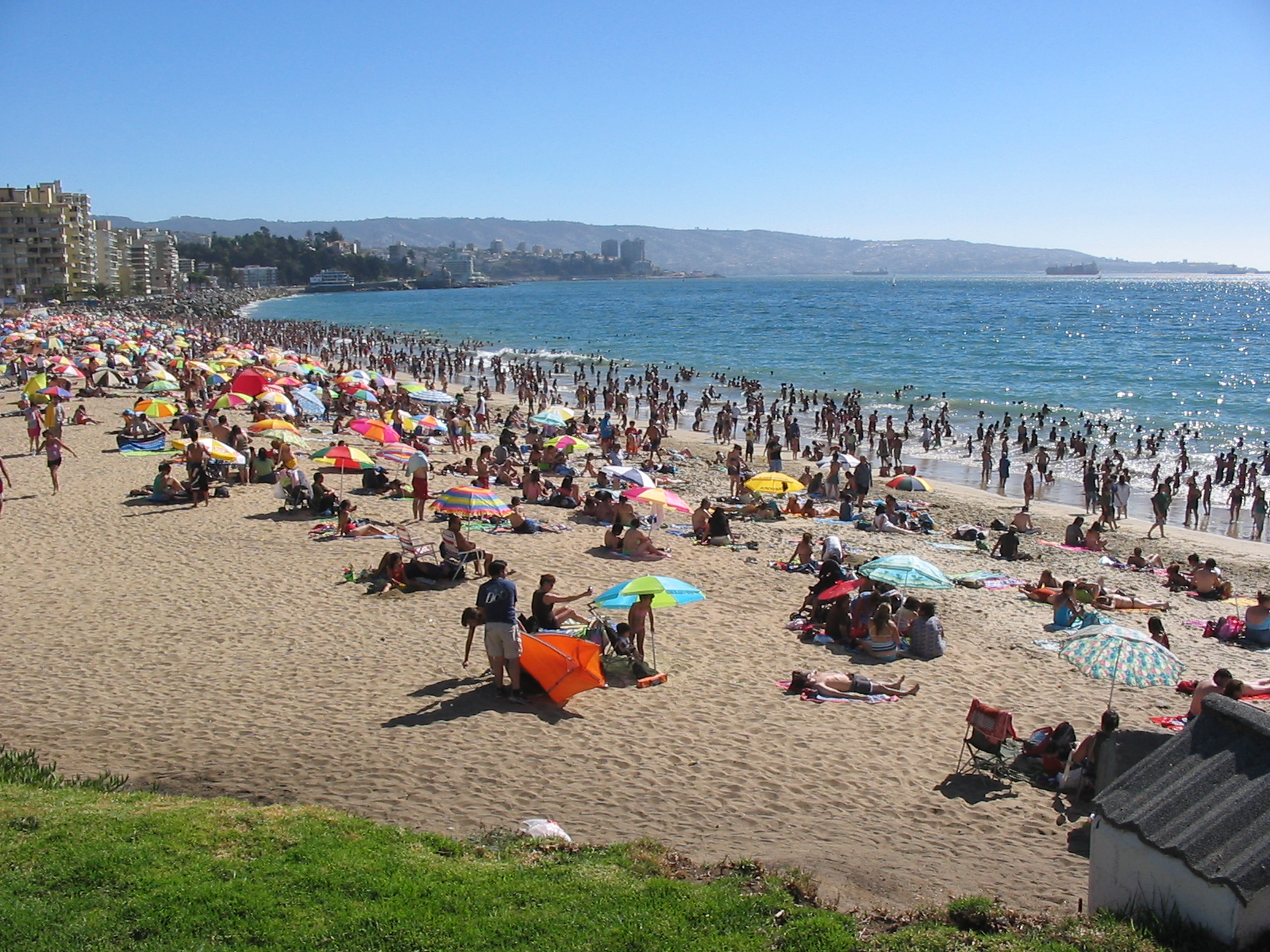
La trasmisión conformista se aplica a muchos usos sociales

Sin la variación entre grupos, la selección de grupos culturales no podría ocurrir, ya que no habría una diferenciación de grupos para seleccionar. Mientras que los procesos como la deriva cultural, las epidemias y los desastres naturales aumentan la variación entre grupos, la migración y la mezcla genética disminuyen la variación entre grupos y aumentan la variación dentro del grupo. La variación solo se mantiene cuando los grupos culturales tienen mecanismos que impiden que las normas de grupos externos invadan el grupo cultural. Estos "mecanismos" son aquellos rasgos y comportamientos psicológicos exclusivamente humanos que fomentan la imitación, la conformidad y los prejuicios dentro del grupo.
Según Joseph Henrich, la variación entre grupos se mantiene mediante los siguientes cuatro mecanismos:

### Transmisión conformista
La transmisión conformista se refiere al sesgo psicológico para imitar preferentemente los comportamientos de alta frecuencia en el grupo cultural. Esto homogeneiza el grupo social y refuerza las normas culturales ampliamente sostenidas. Esto explica por qué los individuos dentro de un grupo social tienen las mismas creencias y por qué estas creencias persisten en el tiempo. Si bien los individuos confiarán en copiar comportamientos de alta frecuencia en diversas condiciones, esta confianza aumenta cuando un individuo está expuesto a información ambiental o social ambigua. La transmisión conformista puede mantener la variación entre grupos al reducir la variación dentro del grupo, pero también facilita la rápida difusión de ideas novedosas, lo que aumenta la variación entre grupos. En conjunto, la reducción de la variación dentro del grupo y el aumento de la variación entre grupos conducen a la divergencia cultural entre los grupos, que es la fuerza impulsora de la selección cultural de grupo.

### Sesgo de prestigio y la trasmisión de autosimilitud

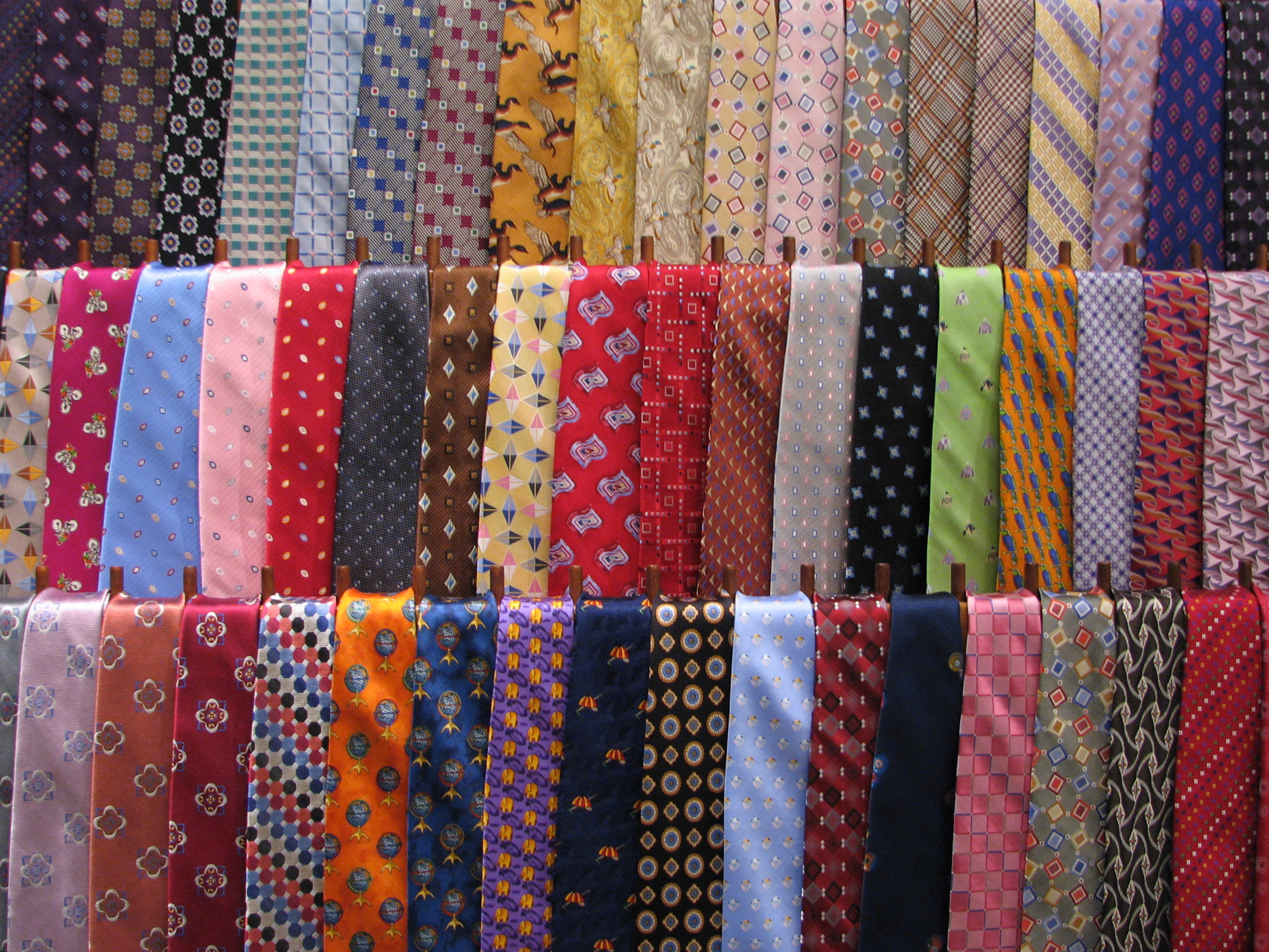
La difusión del uso de la corbata respondería al sesgo de prestigio

La transmisión sesgada de prestigio es la tendencia a copiar a los miembros del grupo que tienen más éxito. La copia preferencial de los miembros exitosos del grupo permite a las personas evitar el costoso aprendizaje de prueba y error imitando las habilidades superiores a la media de los modelos culturales más prestigiosos. El individuo puede determinar el rango de los modelos potenciales según la cantidad de deferencia que muestre el resto del grupo. La deferencia se muestra a individuos de alto prestigio para obtener la oportunidad de copiar sus modelos exitosos. Podemos ver evidencia de este sesgo en cómo las nuevas tecnologías o las prácticas económicas se propagan a diferentes grupos de acuerdo con la rapidez con que los "líderes de opinión" las adoptan.
Mientras tanto, la transmisión de autosimilitud es la tendencia a copiar a aquellos individuos que son similares en lenguaje, apariencia, posición social y otros rasgos de comportamiento y culturales. En el contexto de la transmisión sesgada de prestigio, la autosimilitud significa que los individuos imitarán preferentemente a aquellos individuos de alto prestigio que son similares a ellos. Desde la perspectiva de un imitador, este rasgo es adaptable. Al imitar solo a aquellos individuos de alto prestigio que son similares, el imitador evita adoptar rasgos o comportamientos que no son compatibles con su conocimiento o entorno social.
Estos dos prejuicios sociales actúan juntos para reducir la variación dentro del grupo. Además, la transmisión sesgada de prestigio aumenta la variación entre grupos al contribuir a la difusión de ideas novedosas.

### Castigo de los no conformistas

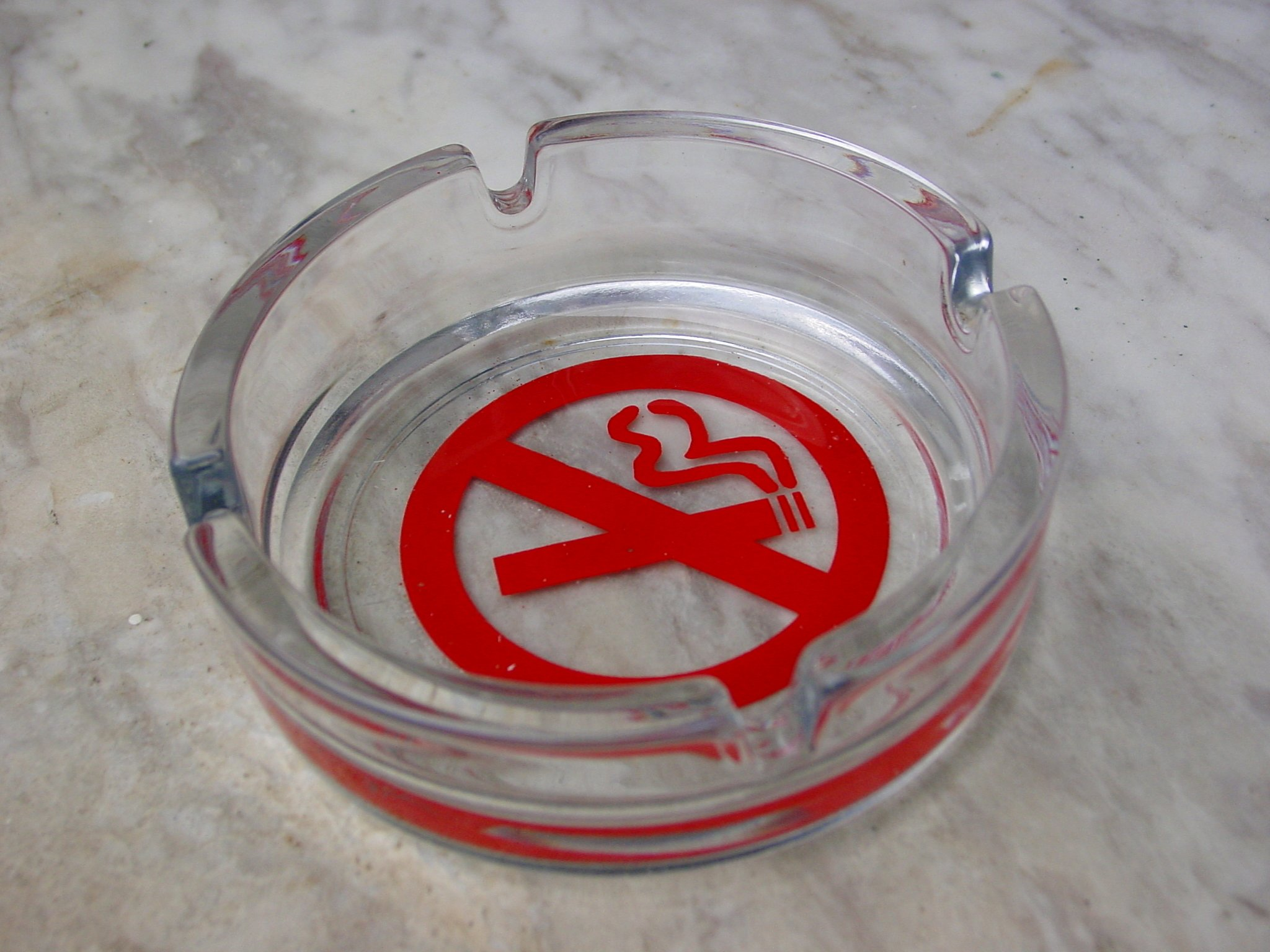
El castigo a los no conformistas está muy difundido

Los no conformistas amenazan con aumentar la variación intragrupal mediante la introducción de comportamientos desviados para el grupo y deben recibir un castigo costoso para mantener un homogéneo grupo social. Como consecuencia de ser castigados, los no conformistas van a tener menos éxito que otros miembros del grupo. La trasmisión del sesgo de prestigio sugeriría que los comportamientos de los no conformistas, por lo tanto, no se transmiten a través de la población. Documentos sobre el tema sugieren que este tipo de castigo es frecuente en muchas sociedades diferentes.

### Conformidad normativa
La conformidad normativa es el acto de cambiar el comportamiento visible de uno, para que parezca coincidir con la mayoría y sin internalizar realmente las opiniones de los grupos. Esto difiere de la transmisión conformista ya que la conformidad normativa no considera la frecuencia de un comportamiento como un indicador de valor. Los experimentos de conformidad de Asch son un ejemplo perfecto de cuán robusto es este efecto y su replicación en muchas culturas muestra que este comportamiento es muy común. Henrich sugiere que la conformidad normativa puede haber evolucionado para responder a la propagación de conductas punitivas hacia los no conformistas. Al parecer similar al grupo, uno puede obtener las ventajas de ser miembro del grupo, al tiempo que evita el castigo. Un subproducto curioso de la conformidad normativa es que puede contribuir a la transmisión de conformidad de normas que el transmisor no cumple, porque el imitador se las atribuyó erróneamente.

## Mecanismos de selección de grupos
Como dice Donald T. Campbell, para que se produzca la selección de grupos culturales, debe haber diferencias culturales entre los grupos que afectan su persistencia o proliferación. [2] Esto significa que los grupos se seleccionan a favor o en contra de acuerdo con sus respectivas ganancias o pérdidas en relación con otros grupos.
Joseph Henrich describe los tres mecanismos a través de los cuales ocurre este proceso:

### Inundación demográfica
La inundación demográfica se produce cuando uno o más grupos culturales reproducen los individuos más rápido que otros grupos en la región debido a ideas o prácticas estables transmitidas culturalmente. Este es el tipo de selección de grupos culturales más lento, ya que depende de la selección natural de la variación cultural entre grupos que opera en una escala de milenios. Se ha sugerido que así es como los primeros agricultores desplazaron a las sociedades de cazadores-recolectores.

### Competencia intergrupal directa

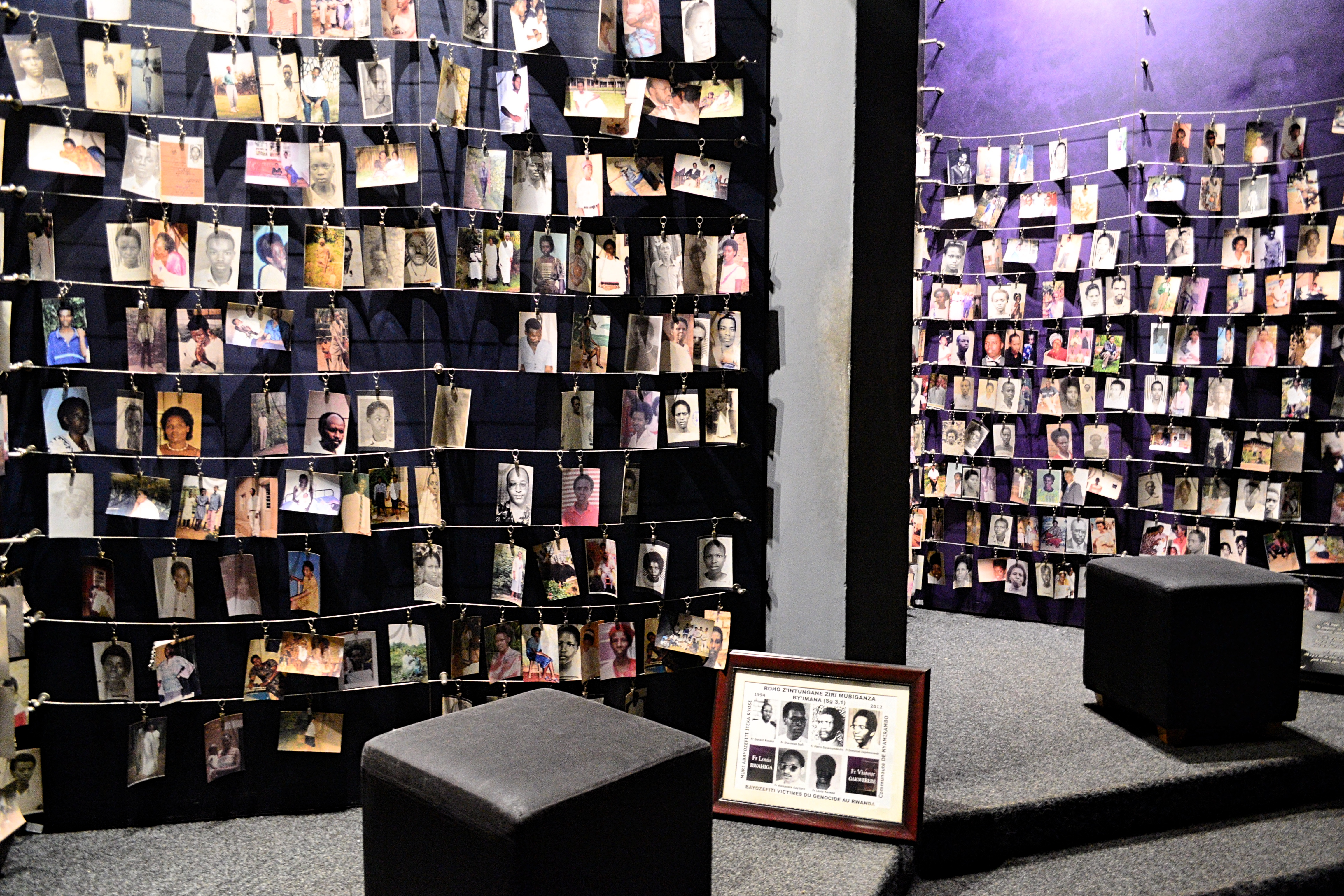
La competencia directa entre grupos puede adoptar formas extremas de genocidio como en Ruanda o Bosnia

La competencia directa entre grupos es el proceso mediante el cual los grupos culturales compiten entre sí por los recursos al participar en la guerra y el asalto. Las prácticas culturales y el comportamiento que da una ventaja a un grupo sobre otro proliferarán a expensas de aquellos que no pueden competir. Hay muchos rasgos posibles que podrían contribuir al éxito de un grupo, como el desarrollo tecnológico, la organización social y política, el desarrollo económico, el nacionalismo, etc.

### Selección de grupo con el prejuicio de prestigio
En la selección de grupos con el prejuicio de prestigio, cuando los individuos tienen la oportunidad de copiar personas de grupos cercanos, preferirán imitar a los miembros de los grupos que son más cooperativos que los suyos. Dado que los grupos cooperativos tienen un promedio de pago más alto que los grupos no cooperativos, los miembros de los grupos cooperativos serán considerados más prestigiosos y dignos de imitar.